# 竹林駅

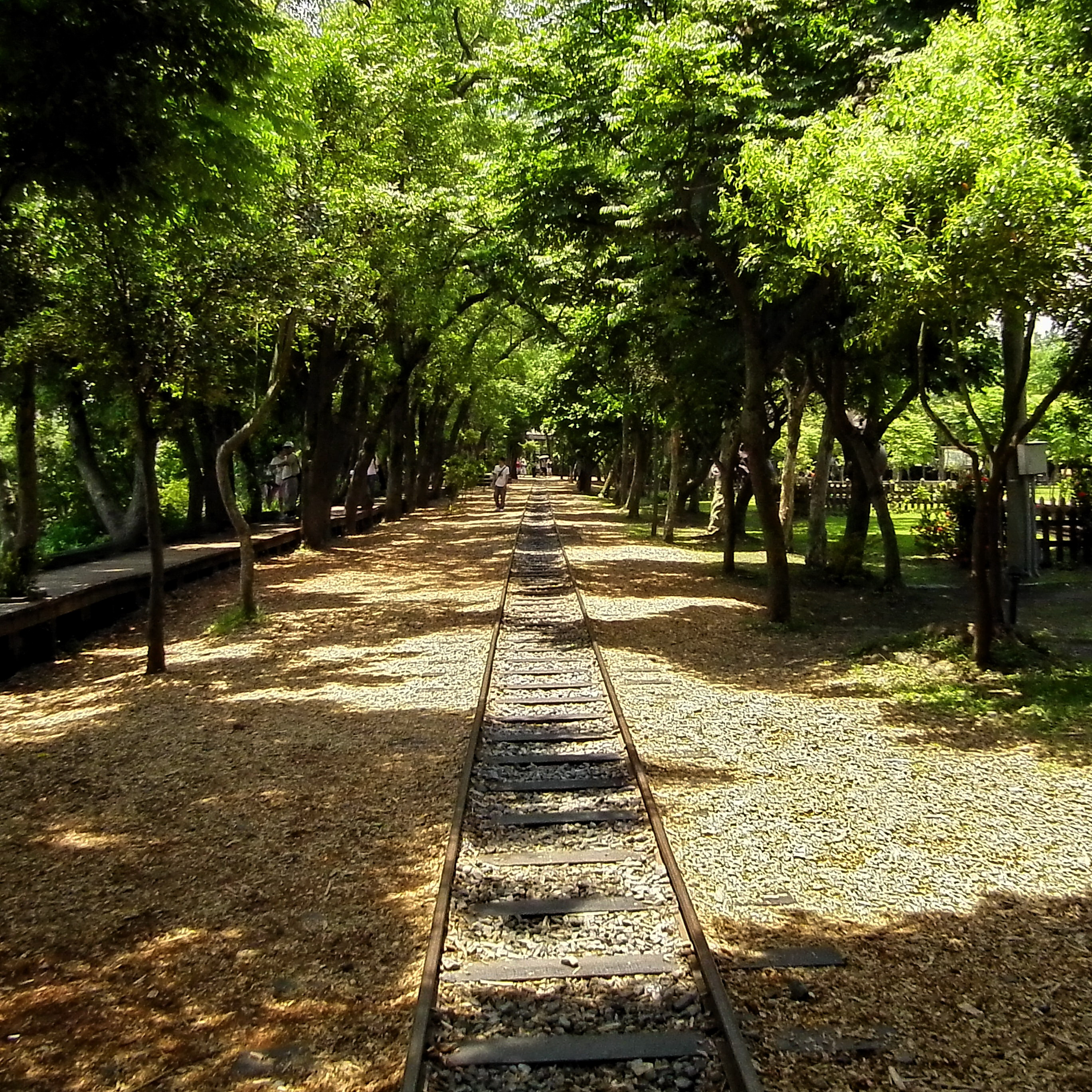
羅東林業文化園区のレール

竹林駅（ちくりんえきえき）は台湾宜蘭県羅東鎮にかつて存在した羅東森林鉄路（太平山森林鉄路羅東線）の駅。羅東林場（貯木場）に隣接して設置され、廃止後に駅舎は撤去されたが、林場が羅東林場文化園区としてリニューアルされた際に復元された。

## 歴史
- 1924年（大正13年）1月27日 - 開業[1]。
- 1926年（大正15年）5月18日 - 旅客扱い開始に伴い駅を設置[2]。
- 1931年（昭和6年） - 羅東駅延伸の陳情が相次ぐ[3]。
- 1971年 - 宜蘭線羅東駅まで延伸し、始発駅ではなくなる[4]。
- 1979年8月1日 - 廃止[2]。
- 1994年 - 駅舎撤去[4]
- 2006年10月 - 羅東林業文化園区内に廃止前の駅舎を復元する事業に着手[5]。
- 2008年 - 駅舎復元完工[4]。
- 2014年9月1日 - 文化園区内に再設置された軌道300mで蒸気機関車が運行を開始[6]。

## 立地

### 周辺施設
- 台9線
- 県道196号 (台湾)
- 羅東林場
- 羅東林業文化園区（中国語版）

### 交通
- 台湾鉄路管理局羅東駅、バスターミナルの羅東転運站（中国語版）から中正北路を北に約1km、徒歩約20分

## 隣の駅
林務局
羅東森林鉄路（羅東線）
羅東駅 - 竹林駅 - 歪仔歪駅 - 大洲駅

## 関連
- 台湾の鉄道駅一覧